# ترنیس هینز
ترنیس هینز (به انگلیسی: Terrence Haynes) (زادهٔ ۵ اکتبر ۱۹۸۴) شناگر اهل باربادوس است.